# Mikkel Jensen

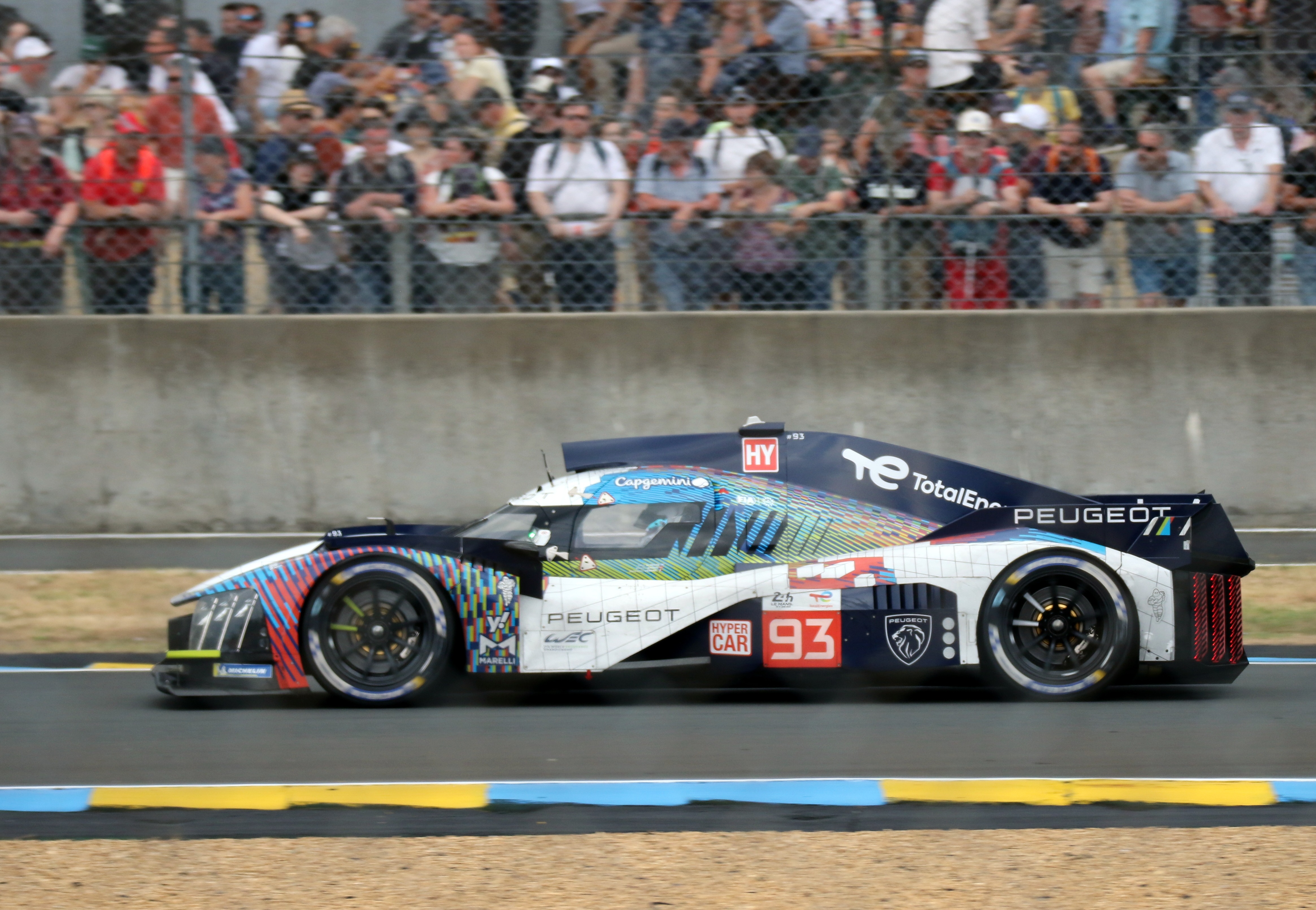
Der Mikkel Jensen beim 24-Stunden-Rennen von Le Mans 2023 gefahrene Peugeot 9X8

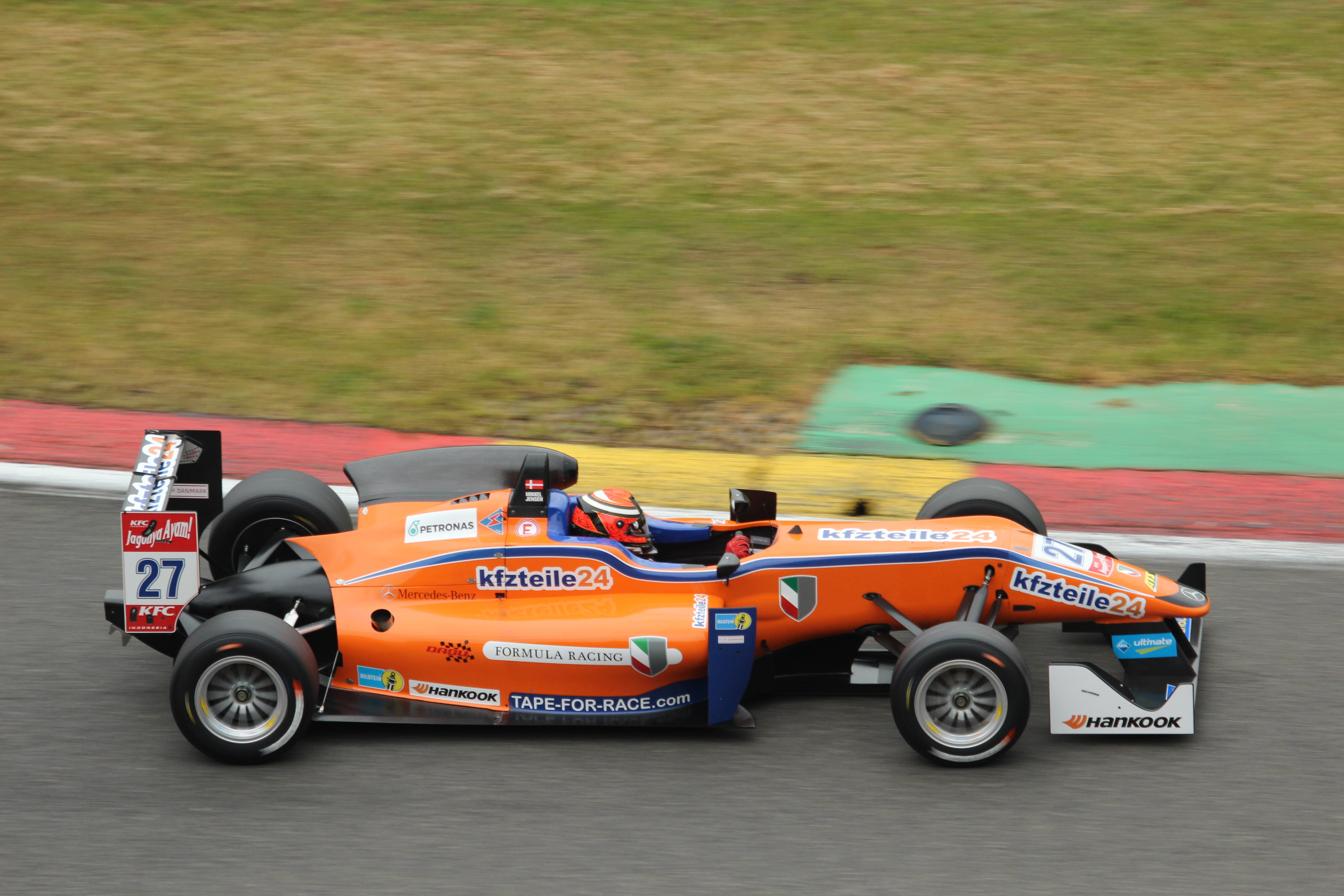
Mikkel Jensen in Spa-Francorchamps in der europäischen Formel-3-Meisterschaft 2015

Mikkel Jensen (* 31. Dezember 1994 in Aarhus) ist ein dänischer Automobilrennfahrer. Er gewann 2014 die ADAC Formel Masters. 2015 und 2016 trat er in der europäischen Formel-3-Meisterschaft an.

## Karriere
Jensen begann seine Motorsportkarriere 2007 im Kartsport, in dem er bis 2012 aktiv blieb. 2013 wechselte Jensen in den Formelsport und erhielt beim von Motopark Academy betreuten Lotus-Team ein Cockpit in der ADAC Formel Masters. Während seine Teamkollegen Indy Dontje und Beitske Visser, die bereits im zweiten Jahr waren, Rennen gewannen, war ein zweiter Platz Jensens bestes Ergebnis. Er beendete die Saison auf dem zehnten Gesamtrang. 2014 bestritt Jensen seine zweite Saison in der ADAC Formel Masters für Neuhauser Racing. Er gewann zehn von 24 Rennen und stand insgesamt 17-mal auf dem Podium. Mit 377 zu 262 gewann er die Meisterschaft vor Maximilian Günther. Sein Teamkollege Tim Zimmermann wurde mit 224 Punkten Dritter.
2015 wechselte Jensen zu Mücke Motorsport in die europäische Formel-3-Meisterschaft. Mit einem zweiten Platz als bestem Ergebnis beendete er die Saison auf dem neunten Gesamtrang. 2016 blieb Jensen bei Mücke Motorsport in der europäischen Formel-3-Meisterschaft. Ein dritter Platz war seine einzige Podest-Platzierung und er wurde Zwölfter in der Fahrerwertung.

## Privates
Jensen lebt im österreichischen Bregenz.

## Statistik

### Karrierestationen
| - 2007–2012: Kartsport - 2013: ADAC Formel Masters (Platz 10) - 2014: ADAC Formel Masters (Meister) - 2015: Europäische Formel 3 (Platz 9) - 2016: Europäische Formel 3 (Platz 12) |

### Einzelergebnisse in der ADAC-Formel-Masters
| Jahr | Team             | 1   | 2   | 3   | 4   | 5   | 6   | 7   | 8   | 9   | 10  | 11  | 12  | 13  | 14  | 15  | 16  | 17  | 18  | 19  | 20  | 21  | 22  | 23  | 24  | Punkte | Rang |
| ---- | ---------------- | --- | --- | --- | --- | --- | --- | --- | --- | --- | --- | --- | --- | --- | --- | --- | --- | --- | --- | --- | --- | --- | --- | --- | --- | ------ | ---- |
| 2013 | Lotus            | OSC | OSC | OSC | SPA | SPA | SPA | SAC | SAC | SAC | NÜR | NÜR | NÜR | SPI | SPI | SPI | LAU | LAU | LAU | SVK | SVK | SVK | HOC | HOC | HOC | 94     | 10.  |
| 2013 | Lotus            | 11  | 13  | DNF | 9   | 7   | 2   | 11  | 3   | 8   | 11  | 7   | 5   | DNF | 4   | DNF | DNF | 6   | 6   | 8   | 10  | 18  | 9   | 6   | 6   | 94     | 10.  |
| 2014 | Neuhauser Racing | OSC | OSC | OSC | ZAN | ZAN | ZAN | LAU | LAU | LAU | SPI | SPI | SPI | SVK | SVK | SVK | NÜR | NÜR | NÜR | SAC | SAC | SAC | HOC | HOC | HOC | 377    | 1.   |
| 2014 | Neuhauser Racing | 1   | 2   | 5   | 1   | 4   | 4   | 3   | 3   | DNF | 1   | 1   | 2   | 1   | 2   | DNF | 1   | 7   | 1   | 1   | 1   | 4   | 3   | 1   | 3   | 377    | 1.   |

### Einzelergebnisse in der europäischen Formel-3-Meisterschaft
| Jahr | Team                         | Motor    | 1   | 2   | 3   | 4   | 5   | 6   | 7   | 8   | 9   | 10  | 11  | 12  | 13  | 14  | 15  | 16  | 17  | 18  | 19  | 20  | 21  | 22  | 23  | 24  | 25  | 26  | 27  | 28  | 29  | 30  | 31  | 32  | 33  | Punkte | Rang |
| ---- | ---------------------------- | -------- | --- | --- | --- | --- | --- | --- | --- | --- | --- | --- | --- | --- | --- | --- | --- | --- | --- | --- | --- | --- | --- | --- | --- | --- | --- | --- | --- | --- | --- | --- | --- | --- | --- | ------ | ---- |
| 2015 | kfzteile24 Mücke Motorsport  | Mercedes | SIL | SIL | SIL | HO1 | HO1 | HO1 | PAU | PAU | PAU | MNZ | MNZ | MNZ | SPA | SPA | SPA | NOR | NOR | NOR | ZAN | ZAN | ZAN | SPI | SPI | SPI | POR | POR | POR | NÜR | NÜR | NÜR | HO2 | HO2 | HO2 | 117,5  | 9.   |
| 2015 | kfzteile24 Mücke Motorsport  | Mercedes | 13  | 10  | 10  | 7   | 11  | 4   | 7   | 12  | 9   | 2   | 3   | DNF | 7   | DNF | DNF | 12  | 6   | 5   | 8   | 18  | DNF | 10  | 9   | 13  | 8   | 9   | DNS | 5   | 10  | DNF | 19  | 5   | 8   | 117,5  | 9.   |
| 2016 | kfzteile 24 Mücke Motorsport | Mercedes | LEC | LEC | LEC | HUN | HUN | HUN | PAU | PAU | PAU | SPI | SPI | SPI | NOR | NOR | NOR | ZAN | ZAN | ZAN | SPA | SPA | SPA | NÜR | NÜR | NÜR | IMO | IMO | IMO | HOC | HOC | HOC |     |     |     | 107    | 12.  |
| 2016 | kfzteile 24 Mücke Motorsport | Mercedes | 13  | 4   | 4   | 10  | 7   | 11  | 6   | 8   | 5   | 5   | 5   | DNF | 7   | 8   | DNF | 15  | 13  | 12  | DNF | 3   | 9   | 15  | 13  | 17  | 11  | 10  | 7   | DNF | 15  | DNS |     |     |     | 107    | 12.  |

### Le-Mans-Ergebnisse
| Jahr | Team                  | Fahrzeug            | Teamkollege    | Teamkollege         | Platzierung | Ausfallgrund |
| ---- | --------------------- | ------------------- | -------------- | ------------------- | ----------- | ------------ |
| 2020 | G-Drive Racing        | Aurus 01            | Roman Russinow | Jean-Éric Vergne    | Rang 9      |              |
| 2021 | Kessel Racing         | Ferrari 488 GTE Evo | Takeshi Kimura | Scott Andrews       | Ausfall     | Elektrik     |
| 2022 | Kessel Racing         | Ferrari 488 GTE Evo | Takeshi Kimura | Frederik Schandorff | Rang 45     |              |
| 2023 | Peugeot TotalEnergies | Peugeot 9X8         | Paul di Resta  | Jean-Éric Vergne    | Rang 8      |              |
| 2024 | Peugeot TotalEnergies | Peugeot 9X8 2024    | Nico Müller    | Jean-Éric Vergne    | Rang 12     |              |
| 2025 | Peugeot TotalEnergies | Peugeot 9X8 2024    | Paul di Resta  | Jean-Éric Vergne    | Rang 16     |              |

### Sebring-Ergebnisse
| Jahr | Team                      | Fahrzeug      | Teamkollege    | Teamkollege              | Platzierung            | Ausfallgrund |
| ---- | ------------------------- | ------------- | -------------- | ------------------------ | ---------------------- | ------------ |
| 2020 | Starworks Motorsport      | Oreca 07      | John Farano    | David Heinemeier Hansson | Rang 10                |              |
| 2021 | PR1 Mathiasen Motorsports | Oreca LMP2 07 | Scott Huffaker | Ben Keating              | Rang 6 und Klassensieg |              |
| 2022 | PR1 Mathiasen Motorsports | Oreca 07      | Scott Huffaker | Ben Keating              | Rang 7 und Klassensieg |              |
| 2023 | TDS Racing                | Oreca 07      | Scott Huffaker | Steven Thomas            | Rang 4                 |              |
| 2024 | TDS Racing                | Oreca 07      | Hunter McElrea | Steven Thomas            | Rang 11                |              |
| 2025 | TDS Racing                | Oreca 07      | Hunter McElrea | Steven Thomas            | Rang 13                |              |

### Einzelergebnisse in der FIA-Langstrecken-Weltmeisterschaft
| Saison  | Team                        | Rennwagen                    | 1   | 2   | 3   | 4   | 5   | 6   | 7   | 8   |
| ------- | --------------------------- | ---------------------------- | --- | --- | --- | --- | --- | --- | --- | --- |
| 2019/20 | G-Drive Racing              | Aurus 01                     | SIL | FUJ | SHA | BAH | AUS | SPA | LEM | BAH |
| 2019/20 | G-Drive Racing              | Aurus 01                     |     |     |     | 9   |     |     |     |     |
| 2021    | Kessel Racing               | Ferrari 488 GTE              | SPA | POR | MON | LEM | BAH | BAH |     |     |
| 2021    | Kessel Racing               | Ferrari 488 GTE              |     | 22  |     | DNF | 26  | 23  |     |     |
| 2022    | Kessel Racing Peugeot Sport | Ferrari 488 GTE Peugeot 9X8  | SEB | SPA | LEM | MON | FUJ | BAH |     |     |
| 2022    | Kessel Racing Peugeot Sport | Ferrari 488 GTE Peugeot 9X8  |     |     | 45  | DNF | 4   | DNF |     |     |
| 2023    | Peugeot Sport               | Peugeot 9X8                  | SEB | POR | SPA | LEM | MON | FUJ | BAH |     |
| 2023    | Peugeot Sport               | Peugeot 9X8                  | 31  | 7   | 14  | 8   | 3   | 8   | 9   |     |
| 2024    | Peugeot Sport               | Peugeot 9X8 Peugeot 9X8 2024 | KAT | IMO | SPA | LEM | SAO | AUS | FUJ | BAH |
| 2024    | Peugeot Sport               | Peugeot 9X8 Peugeot 9X8 2024 | DNF | 9   | 10  | 12  | 8   | 12  | 4   | 3   |
| 2025    | Peugeot Sport               | Peugeot 9X8 2024             | KAT | IMO | SPA | LEM | SAO | AUS | FUJ | BAH |
| 2025    | Peugeot Sport               | Peugeot 9X8 2024             | 9   | 9   | 11  | 16  | 7   |     |     |     |